# Bexleyheath and Crayford (circonscription britannique)
Circonscription parlementaire de la Chambre des communes
La circonscription de Bexleyheath et Crayford  est une circonscription électorale anglaise située dans le Grand Londres, et représentée à la Chambre des communes du Parlement britannique depuis 2005 par David Evennett du Parti conservateur.

## Géographie
La circonscription comprend :
- La partie centre du borough londonien de Bexley
- Les quartiers de Bexleyheath, North End et Crayford

## Députés
Les Members of Parliament (MPs) de la circonscription sont :
| Législature                                                         | Années       | Député | Député         | Parti        |
| ------------------------------------------------------------------- | ------------ | ------ | -------------- | ------------ |
| Bexleyheath and Crayford issue de Bexleyheath et Erith and Crayford |              |        |                |              |
| 52e                                                                 | 1997–2001    |        | Nigel Beard    | Travailliste |
| 53e                                                                 | 2001–2005    |        | Nigel Beard    | Travailliste |
| 54e                                                                 | 2005–2010    |        | David Evennett | Conservateur |
| 55e                                                                 | 2010–2015    |        | David Evennett | Conservateur |
| 56e                                                                 | 2015–2017    |        | David Evennett | Conservateur |
| 57e                                                                 | 2017–2019    |        | David Evennett | Conservateur |
| 58e                                                                 | 2019–Présent |        | David Evennett | Conservateur |

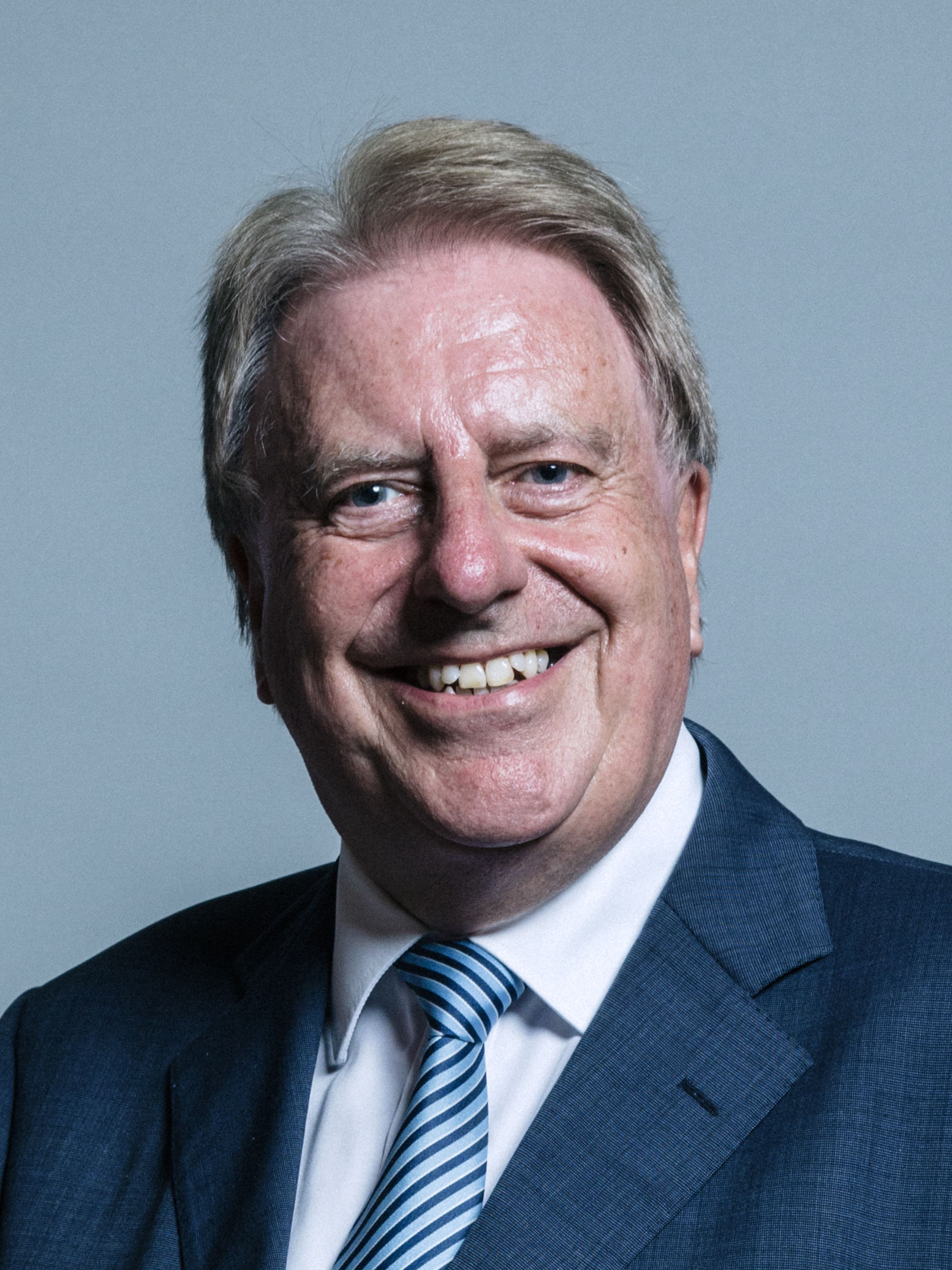
David Evennett (2005-Présent)